# Districtul Don Chan
Don Chan (în thailandeză ดอนจาน) este un district (Amphoe) din provincia Kalasin, Thailanda, cu o populație de 25.164 de locuitori și o suprafață de 236,6 km².

## Componență
Districtul este subdivizat în five subdistricte (tambon), care sunt subdivizate în 48 de sate (muban).
| Nr. | Nume          | În thailandeză | Sate | Locuitori |  |
| --- | ------------- | -------------- | ---- | --------- |  |
| 1.  | Don Chan      | ดอนจาน         | 9    | 7,034     |  |
| 2.  | Sa-at Chai Si | สะอาดไชยศรี     | 8    | 3,708     |  |
| 3.  | Dong Phayung  | ดงพยุง          | 13   | 5,441     |  |
| 4.  | Muang Na      | ม่วงนา          | 9    | 4,348     |  |
| 5.  | Na Champa     | นาจำปา         | 9    | 4,633     |  |